# Serrurerie

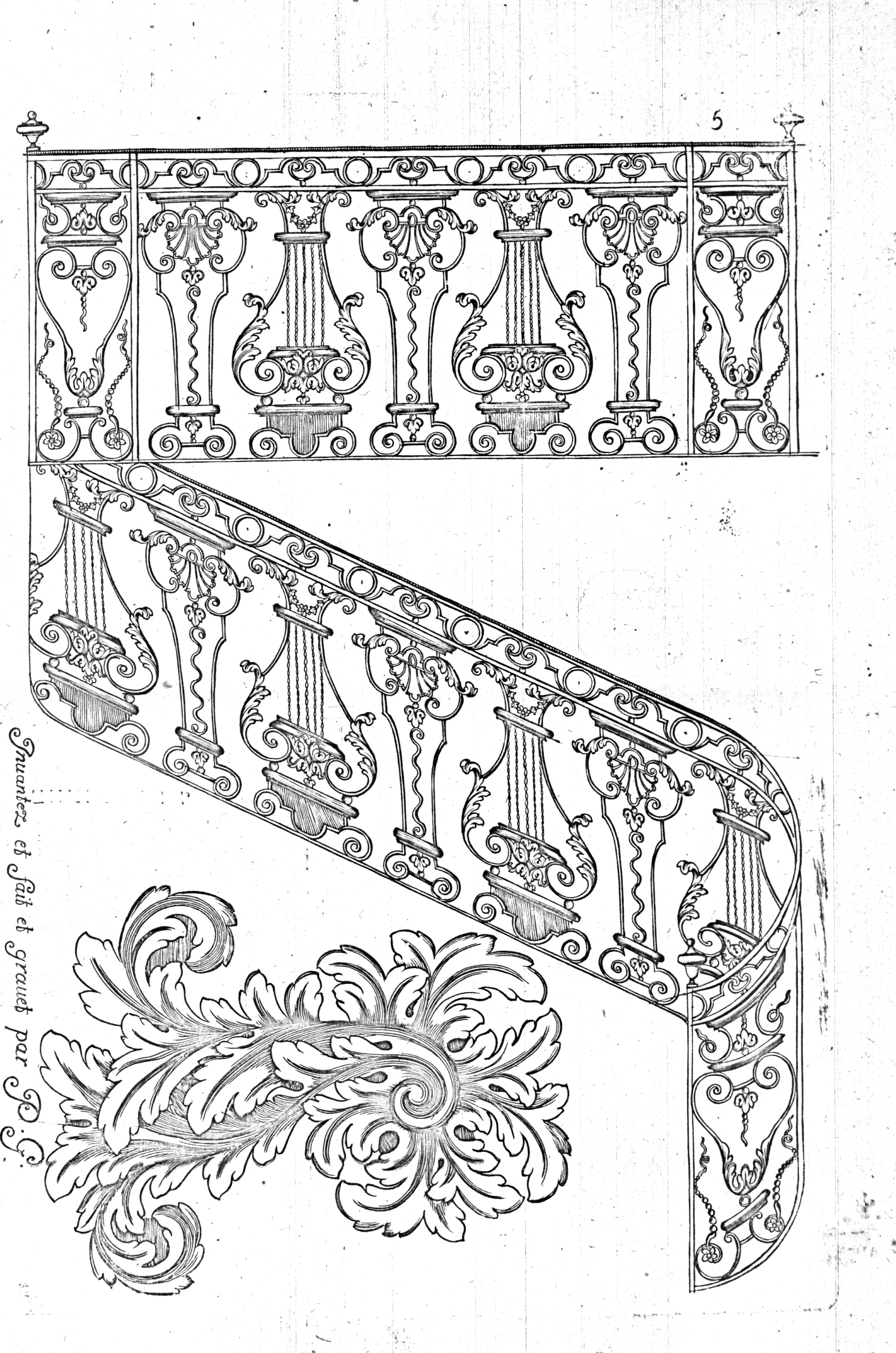
Divers ouvrages de serrurerie, balcons, rampes d'escalier… (1713).

La serrurerie est une branche de la construction qui s'occupe de la fabrication des dispositifs de fermeture et des objets en métal ouvré. Ce terme tend à être remplacé, dans l'usage des professionnels, par celui, plus large, de métallerie.

## Définition et histoire
Le substantif serrurerie dérive, en passant par serrure, du verbe serrer qui signifiait fermer. Les statuts de la corporation des maîtres serruriers sont inscrits au livre XVIII du Livre des métiers d'Étienne Boileau, prévôt de Paris, rédigé en 1260. Les statuts de la profession sont reconduits jusqu'à la fin de l'Ancien Régime, qui voit la suppression des corporations. La serrurerie s'occupe de targettes, serrures et verrous, mais aussi plus largement de la transformation des métaux en objets domestiques, cultuels et autres. La serrurerie s'occupe des huisseries de porte (Le métier de menuisier serrurier), des grilles, dont l'ornementation va en s'enrichissant dès le XIIIe siècle, d'ancres, d'agrafes et de chaînes.
Un traité de serrurerie par Mathurin Jousse, en 1627, décrit les procédés employés par les ouvriers du Moyen Âge.
Le "Traité théorique et pratique de l'art de bâtir" (1817) de Jean-Baptiste Rondelet est d'autre-part une source d'information sur l'état des connaissances en serrurerie avant la révolution industrielle.
Avec la révolution industrielle, la production des pièces en fer, en fonte et en acier se déplace des ateliers des forgerons, vers les ateliers des usines sidérurgiques. Des accessoires et éléments de décoration, des colonnes et poutrelles en fonte sont fabriqués de manière standardisée et en continu. La conception d'un bâtiment passe par la connaissance du catalogue des fonderies.
Ces produits sont maintenus dans le giron de la serrurerie, qui s'occupe de la mise en œuvre de ces nouveaux éléments de construction. « La serrurerie est à la charpente en fer, ce que la menuiserie est à la charpente en bois » et seule la distinction des matériaux utilisés conduit à faire la distinction entre la serrurerie et la menuiserie . Les serruriers exécutent des charpentes en fer, des serres, des escaliers en fer, des pans de fer, etc.
De nos jours le terme « serrurerie » est employé de manière variable, souvent selon son sens premier de discipline s'occupant de serrures.
On parle de menuiserie métallique ou de charpenterie métallique pour tout ce qui est ouvrage de châssis, d'escalier, de cloison ou de charpentes, réalisés en métal.
En France, le terme « métallerie » tend à s'imposer, qui regroupe les corps de métier qui fabriquent ou posent des ouvrages métalliques pour le bâtiment.

## Les menuiseries acier
Le terme menuiserie tend à se généraliser à d’autres matériaux que le bois : l’acier, l’aluminium, le PVC… On parle aujourd’hui de menuiserie acier pour :
- des portes,
- des fenêtres,
- des baies vitrés,
- des bow-windows (oriels),
- ou même pour des caves à vin dont le style épuré en acier est en vogue.

### Vocabulaire
Les « quincailleries » désignent des ouvrages de serrurerie servant aux ferrures et fermetures des portes et fenêtres et résultant du produit de diverses fabriques dont celle du forgeron - ouvrier qui travaille à forger le fer.

## Serruriers célèbres
- Louis XVI (le roi était féru de serrurerie dans son temps libre)
- François Gamain (gardien de l’atelier et du laboratoire du roi Louis XVI à Versailles)
- Mathurin Jousse